# Reformas cluníacas
As Reformas cluníacas foram uma série de mudanças realizadas no monasticismo da Igreja ocidental cujo objetivo era restaurar os princípios tradicionais da vida monástica, encorajando a arte e o cuidado pastoral com os pobres. O movimento começou na Abadia de Clúnia em 910 com o duque Guilherme I (r. 875–918), no seio da Ordem dos Beneditinos. As reformas, realizadas principalmente por Santo Odão (c. 878–942), se espalharam pelo Reino da França (Borgonha, Provença, Auvérnia e Poitou), pelo Reino da Inglaterra e através dos territórios modernos da Itália e da Espanha.

## Corrupção
O ímpeto pelas reformas foi a corrupção dentro da Igreja, particularmente por causa da simonia e do concubinato no clero. Acreditava-se que estes abusos eram resultado da interferência secular nos mosteiros e da íntima integração da Igreja com os sistemas feudal e senhorial. Na mesma época, o papado desejava reafirmar seu controle sobre o clero e acabar com a investidura de bispos por monarcas seculares (vide Controvérsia das investiduras). Como um mosteiro beneditino precisava de terras, era necessário o patrocínio de um senhor local. Porém, o senhor geralmente exigia direitos e afirmava prerrogativas de interferir com a operação futura do mosteiro. A reforma cluníaca foi uma tentativa de remediar estas práticas na esperança de que um abade mais independente seria capaz de reforçar de forma melhor a "Regra de São Bento".

## Reforma
Guilherme formou o primeiro mosteiro de Clúnia em 910 com a novidade de que este mosteiro iria se reportar diretamente ao papa e não ao senhor local. Isto significava que o mosteiro seria essencialmente uma entidade independente. Além disso, o Abade de Clúnia manteria a autoridade sobre as casas dependentes que sua ordem fundasse. Já no século XII, a congregação de Clúnia, incluía mais de mil mosteiros.
Entre os mais notáveis aliados das reformas estavam o papa Urbano II, Lamberto de Hersfeld e Ricardo de Verdun. As reformas encorajaram a Igreja ocidental a prestar mais atenção aos seus próprios assuntos e levou o papado a tentar reafirmar seu controle sobre a Igreja Ortodoxa.

## Resultado
Durante o auge das reformas (ca. 950–ca. 1130), o movimento cluníaco era uma das mais importantes forças religiosas da Europa. Pelo menos tão importante quanto suas consequências políticas, as reformas exigiam uma maior devoção religiosa. Os cluníacos apoiavam a Paz de Deus e promoviam peregrinações à Terra Santa.
em 1075, Roberto de Molesme, um monge de Clúnia obteve permissão do papa Gregório VII para fundar um mosteiro em Molesme, na Borgonha. Ali, Roberto tentou restaurar a prática monástica ao caráter simples e severo da regra original de São Bento, um movimento que ficou conhecido como "Estrita Observância". Com sucesso apenas parcial em Molesme, Roberto, em 1098, liderou um grupo de 21 monges de sua abadia a fundar um novo mosteiro. Eles adquiriram um pedaço de terra pantanoso ao sul de Dijon chamado Citeaux (em latim: Cistercium) e começaram a construir um novo mosteiro que se tornaria a Abadia de Cister, a abadia-mãe da nova Ordem Cisterciense.